# Сухадж (област)
Сухадж (на арабски: محافظة سوهاج) е мухафаза в Египет. Намира се в южната част на Егиепт (Горен Египет) и покрива протежението на долината Нил. Административен център е град Сухадж. Населението на областта е около 3 746 377 (2006).